# Бутурлин, Михаил Дмитриевич
Граф Михаи́л Дми́триевич Бутурли́н (19 (31) марта 1807—19 ноября (1 декабря) 1876) — русский историк и мемуарист из рода Бутурлиных. В молодости вёл жизнь богатого светского повесы, затем служил в чине надворного советника.

## Биография
Младший сын графа Дмитрия Петровича Бутурлина (1763—1829) от брака его с Анной Артемьевной Воронцовой (1777—1854).
```
Родился в Москве, крещен 21 марта 1807 года в 
церкви Богоявления Господня в Елохове
 при восприемстве старшего брата Петра и родной тетки графиня Марии Артемьевны Воронцовой. Получил домашнее образование, знал четыре языка. Детство своё провел в калужском имении матери 
Белкино
 или в московском доме родителей в 
Немецкой слободе
. После потери дома при пожаре 1812 года, каждую зиму семья жила в Петербурге.
```

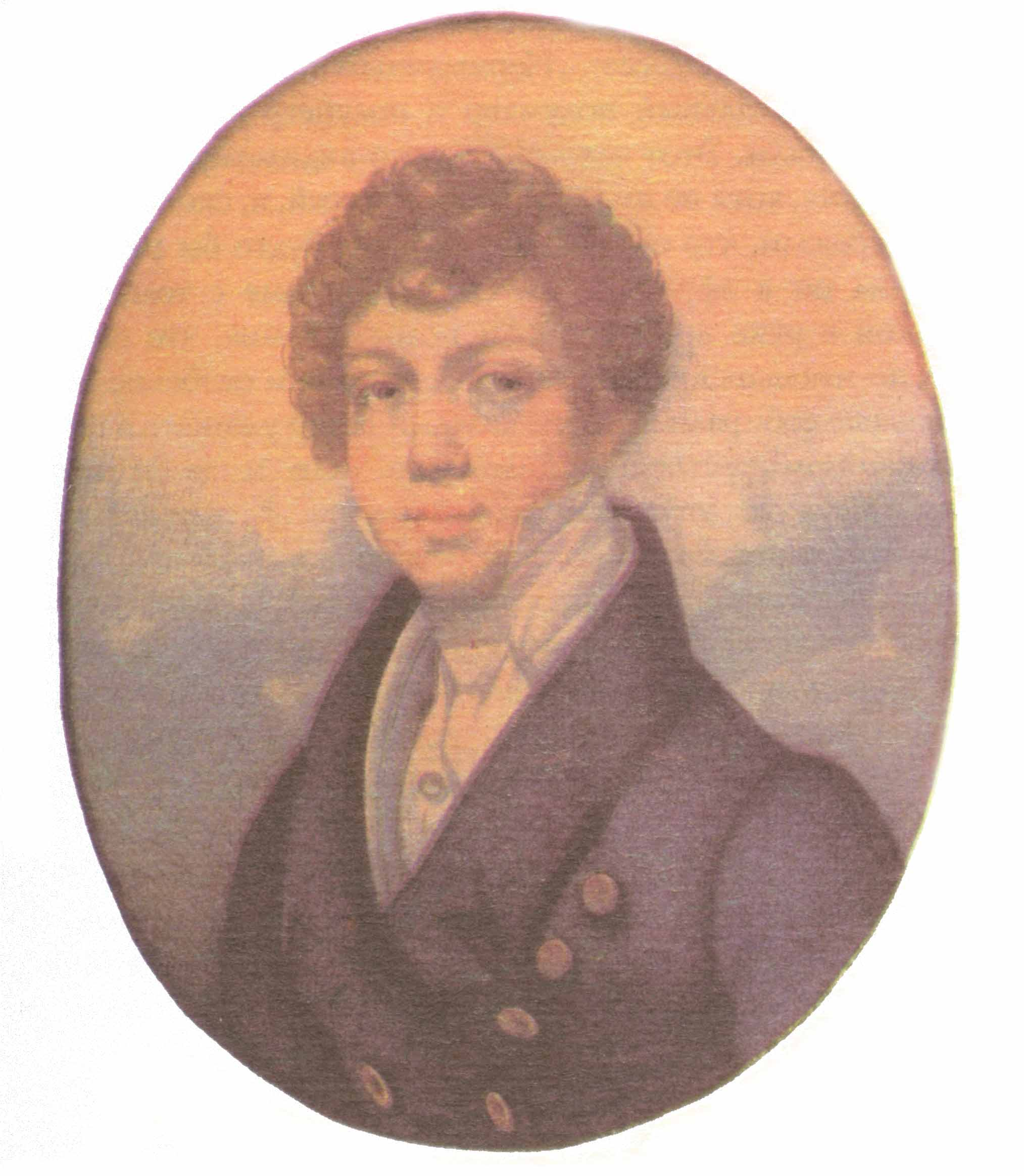
Портрет. К. П. Брюллов, 1820-е

В 1817 году Бутурлины с пятью детьми переселились во Флоренцию, где они, за исключением отца семейства и самого Михаила, приняли католичество. В России они больше уже не жили. Лишь Михаил Дмитриевич в 1824 году вернулся на родину и поступил в Одессе на службу в канцелярию под начальство своего родственника, графа М. С. Воронцова. Там он встречался с А. С. Пушкиным, который якобы сравнил юного вертопраха с Евгением Онегиным:

А. С. Пушкин, дальний наш по женскому колену родственник; по доброму русскому обычаю, мы с первого дня знакомства стали звать друг друга «mon cousin». <…> Александр Сергеевич слыл вольнодумцем и чуть ли не атеистом, и мне дано было заранее предостережение о нём как об опасном человеке. <…> он при встрече со мной сказал: «Мой Онегин (он только что начал его тогда писать) это ты, cousin».— Бутурлин, «Записки»
В 1825 году Бутурлин, закрутившись в светском вихре, снова уехал во Флоренцию, во второй раз прибыл в Россию в 1827 году, где в конце марта вступил в военную службу юнкером Павлоградского гусарского полка, участвовал в 1828 году в войне с Турцией, и, за отличие в Кулевчинском сражении, произведен в корнеты. В 1831 году принимал участие в Польской кампании. В мае 1832 году он вышел в отставку с чином штаб-ротмистра и поселился в своем имении, где вел рассеянный образ жизни, только числясь на службе в канцелярии московского генерал-губернатора. Позднее он вынес своей жизни суровый вердикт:

Да, проиграно, и единственно по моей вине проиграно, то, что один английский беллетрист зовёт «битвою жизни». На моей стороне были все условия к успеху: свежие силы, светская готовая обстановка, поддержка в связях, учебное развитие, салонные таланты <…> служащие как бы паспортом и рекомендацией в то высшее общество, от одобрительной улыбки которого зависит нередко карьера юношей. Меня приветствовала богатая ожиданиями будущность, но недоставало мне главного: не было силы характера, ни умения управлять собою, чтобы <…> сладить с пылом страстей и увлечений.
Бутурлин был известен в обществе как хороший певец, но имел репутацию донжуана и кутилы. По словам княгини Веры Вяземской, он был «скучным молодым человеком, не слишком умным, но невероятно живым». Быстро промотав своё большое состояние, в 1853 году он был вынужден поступить на действительную службу чиновником особых поручений к рязанскому губернатору. В 1856 году перешел на такую же должность в Калугу, в декабре 1859 года вышел в отставку, но в конце 1860 года снова поступил на службу судебным следователем в Тарусском уезде, хотел быть выбранным в мировые судьи, но не был поддержан.
Выйдя в отставку, поселился в имении жены в селе Знаменском, Тарусского уезда Калужской губернии, наезжая зимой в Москву. В 1867 году по совету своего кузена Н. А. Дивова начал писать воспоминания, частично они были опубликованы еще при его жизни, но полностью вышли в журнале «Русский архив» (в 1897-1898 и 1901). Начинаются они следующим признанием:

Я ни государственный, ни политический деятель, ни сановник (всего надворный советник), и не участвовал ни в каких замечательных событиях, кроме того что был субалтерн-офицером в турецкой войне 1828 и 1829 годов и в начале польской войны 1831 года.
Получив в юношестве блестящее для своего времени образование, Бутурлин в последние годы жизни много занимался русской историей и поместил несколько небольших работ в «Чтениях Московского общества истории и древностей», действительным членом которого был выбран в 1875 году.
Скончался в ноябре 1876 года в Москве, в городской больнице, от рака языка. Согласно его желанию, был похоронен рядом с дочерью в некрополе Казанского Явленского женского монастыря в Рязани.

## Сочинения
- Записки графа М. Д. Бутурлина, доведенные до 1860 г. (Воспоминания, автобиография, исторические современные мне события и слышанные от старожилов, портреты, впечатления, артистические сведения, литературные заметки и фамильная летопись.) // «Русский Архив» (1897, кн. II—XII; 1898, кн. І—Х; 1901: кн. III. № 9, стр. 81-119. № 10, стр. 208-228. № 11, стр. 384-421. № 12, стр. 433-471).
- Заметки о римском католицизме (СПб, 1867).
- Бумаги флорентийского центрального архива, касающиеся России. Итальянские и латинские подлинники с русским переводом (М., 1871).
- Донесения о Москве Ивана Пернштейна, посла императора Максимилиана II при московском дворе в 1575 г. // ЧОИДР. — 1876. — No 2.
- О месте погребения князя Дмитрия Михайловича Пожарского и о том, где он лечился от ран осенью 1611 г. // ЧОИДР. 1875. Кн. 4. С. 1—47.

## Семья
Жена — Екатерина Ивановна Нарышкина (1816—1861), дочь статского-советника Ивана Васильевича Нарышкина (1779—1818) от брака с англичанкой Генриеттой Метем (1787—1861). Свадьба состоялась 12 ноября 1834 г. в нанятом доме Давыдова на Пречистенке. По словам А. И. Дельвига, «молодая невеста была очень хороша собой и очень живая особа. Жених хотя и не был стар, но был изнеможенный, беззубый и очень ограниченного ума. Со стороны невесты не было никакой наклонности к жениху, но мать её, высоко ставила род Бутурлиных и потому сильно добивалась этой партии для дочери. Она рассчитывала и на богатство жениха, которое было мнимым, так как старший его брат, сильно обделил его, а сам жених, дурным управлением своей части имений и беспечной жизнью, совершенно его расстроил, до такой степени, что вскоре после женитьбы Бутурлиным нечем было жить». Одна из современниц, обеспокоенная материальным положением семьи Бутурлиных, писала в 1842 году:
Бедняжка графиня, уж и не знаю, как они будут существовать в Москве с той малостью, что имеют. Он служит при князе Голицыне, это место дает ему две-три тысячи рублей, других доходов нету, и этим должны жить муж, жена и ребенок. В Москве это невозможно! Любопытно посмотреть, как они обойдутся. Ведь оба — ветреники, можно даже сказать сумасшедшие, потому что пороки не сделали его рассудительнее, он все тот же Бутурлин, навеки неисправимый. Я боюсь за неё, это может плохо кончиться, бог весть, к чему только не приводит отчаяние, ежели женщина имеет так мало принципов, как Катерина.
Дети:
- Анна (24.02.1837, Рим — 1854, умерла от гриппа)
- Дмитрий (1847—1917).